# Prionodon lycopodioides
Prionodon lycopodioides är en bladmossart som beskrevs av Georg Ernst Ludwig Hampe 1863. Prionodon lycopodioides ingår i släktet Prionodon och familjen Prionodontaceae. Inga underarter finns listade i Catalogue of Life.